# Anni 1140
Gli anni 1140 sono il decennio che comprende gli anni dal 1140 al 1149 inclusi.

## Eventi, invenzioni e scoperte
- Seconda crociata, conclusasi con la sconfitta di Damasco.
- Pietro Bernardo Paganelli di Montemagno, Calci viene eletto Papa Eugenio III,